# Agriades asiatica
Agriades asiatica is een vlinder uit de familie van de Lycaenidae. De wetenschappelijke naam van de soort is voor het eerst gepubliceerd in 1882 door Henry John Elwes.
De soort is ontdekt in het hooggebergte van Sikkim (India).